# Lopašov
Lopašov és un poble i municipi d'Eslovàquia que es troba a la regió de Trnava, a l'oest del país.

## Història
La primera menció escrita de la vila es remunta al 1392.

## Demografia
| Godina             | 1994 | 2004   | 2014    | 2024   |
| ------------------ | ---- | ------ | ------- | ------ |
| Nombre de persones | 275  | 287    | 334     | 339    |
| Diferència         |      | +4,36% | +16,37% | +1,49% |

| Godina             | 2023 | 2024   |
| ------------------ | ---- | ------ |
| Nombre de persones | 338  | 339    |
| Diferència         |      | +0,29% |